# Ibro Šarić
Ibro Šarić (* 20. Februar 1982 in Cazin, Jugoslawien) ist ein Schachgroßmeister aus Bosnien und Herzegowina.
2005 wurde ihm der Titel Internationaler Meister verliehen. Alle drei notwendigen Normen hierfür hatte er in den Jahren 2002 und 2003 bei Turnieren in Kroatien erreicht. Großmeister ist er seit Januar 2007.
1999 nahm er an der U18-Weltmeisterschaft im spanischen Oropesa del Mar teil, 2000 an der U20-Weltmeisterschaft in Jerewan. Erfolgreich spielte er für Bosnien bei der Schacholympiade 2006 in Turin mit einem Ergebnis von 8,5 aus 12 (+6 =5 −1) am vierten Brett. Bei der Schacholympiade 2008 in Dresden war er mit einem individuellen Ergebnis von 6,5 aus 11 (+3 =7 −1) am dritten Brett weniger erfolgreich. An Einzelturnieren nimmt er ausschließlich in Kroatien und Bosnien teil. Bei der bosnischen Einzelmeisterschaft 2007 in Sarajevo wurde er hinter Predrag Nikolić und Borki Predojević Dritter.
Vereinsschach spielte er in Bosnien unterklassig für den SD Željezničar Sarajevo und in der 2003 gegründeten Premijer Liga für den ŠK Bihać und den ŠK Bosna Sarajevo. Mit Bihać wurde er 2010 in Bihać Mannschaftsmeister und mit Sarajevo 2013 in Sarajevo. In kroatischen Ligen spielt er für den ŠK Liburnija Rijeka. Beim European Club Cup 2007 in Kemer erhielt er, für Sarajevo spielend, eine individuelle Bronzemedaille für sein Ergebnis von 5,5 Punkten aus 7 Partien am fünften Brett.
Mit seiner höchsten Elo-Zahl von 2574 im November 2021 lag er hinter Borki Predojević auf dem zweiten Platz der bosnischen Elo-Rangliste.